# Rumex praecox
Rumex praecox är en slideväxtart som beskrevs av Per Axel Rydberg. Rumex praecox ingår i släktet skräppor, och familjen slideväxter. Inga underarter finns listade i Catalogue of Life.